# A 22-es csapdája (regény)
A 22-es csapdája (eredetileg angolul Catch-22) Joseph Heller szatirikus történelmi regénye, melyet először 1961-ben adtak ki Amerikában. Magyar nyelven Papp Zoltán fordításában először 1969-ben adta ki az Európa Könyvkiadó.
A regény a második világháború utolsó éveiben játszódik 1943 után. Főleg Yossarian történetét követi nyomon, aki az Amerikai Egyesült Államok Légierejének 256. századában szolgál mint bombázótiszt. Az események döntően akkor játszódnak, amikor a 256. század Pianosán (Olaszország) állomásozik. A könyv számos eseménye többször is lejátszódik, melyek során a könyvben szereplő karakterek más-más nézőpontjaiból is részesei lehetünk az eseményeknek. Az elbeszélő természetesen a lejátszódó eseményeket egy kvázi független nézőpontból is elbeszéli.
A 22-es csapdája folytatásaként 1994-ben Hellernek megjelent Closing Time (Záróra) című regénye is.

## A cím
A mű eredetileg A 18-as csapdája címmel jelent volna meg. A regényt megjelentető kiadó kérte Joseph Hellertől, hogy változtassa meg a címet, ugyanis korábban jelentette meg Leon Uris Mila 18 című regényét, mely szintén a második világháborúban játszódik.
Az első javaslat az volt, hogy legyen a regény címe A 11-es csapdája, azonban 1960-ban került a mozikba Ocean’s 11 című film, így ezt is elvetették. Majd A 14-es csapdája címet is elvetették, ugyanis a kiadó nem találta elég különlegesnek a 14-es számot. „A 17-es csapdája” címet azért vetették el, mert korábban már készült egy, a második világháborúban játszódó film, mely a Stalag 17 címet viselte. Végül a regény A 22-es csapdája címet kapta, mely a 22-es számot tartalmazza. Ez a regényben többször is előforduló déjà vu-re utal.

## Szereplők
- John Yossarian
- A. T. Tappman tábori lelkész
- Cathcart ezredes
- Daneeka Doki
- Milo Minderbinder
- Nately
- Scheisskopf hadnagy
- Orr
- Félkupica Fehér Főnök
- Dunbar
- Clevinger
- Hóden
- Havermeyer
- Őrnagy őrnagy

## A csapda
|  | Alább a cselekmény részletei következnek! |

A 22-es csapdája egy olyan szituáció leírására született, melyből nem lehet győztesen kikerülni. A könyvben a 22-es csapdája egy önmagába visszatérő logikai folyam, mely egy olyan katonai szabályt ír le, mely megakadályozza a hajózó személyzetet a bevetések elkerülésében.
Joseph Heller eredeti szavaival a 22-es csapdája:

„Csak egy csapda volt, és ez a 22-es csapdája volt, amely leszögezte, hogy bárki, aki közvetlen és valós helyzetben saját biztonságára gondol, az döntésre képes elme természetes működéséről tesz bizonyságot. Orr őrült, tehát le lehet szerelni. Csak annyit kell tennie, hogy kéri a leszerelését, de ha kéri a leszerelését, akkor nem lehet őrült, és további bevetésekre küldhető. Orr lehet őrült, ha további bevetésekre megy, és lehet egészséges, ha nem megy. Ha egészséges, akkor viszont mennie kell. Ha megy, akkor őrült, és nem kell mennie; de ha nem akar menni, akkor egészséges, és mennie kell.”

A regényben a 22-es csapdája más formában is megjelenik, ugyanis egy idős úr úgy magyarázza a 22-es csapdáját, hogy joguk van bármit megtenni velünk, amit nem tudunk megakadályozni, hogy megtegyenek.
Azonban a regényben Yossariannak szembesülnie kell azzal, hogy a 22-es csapdája, mint szabály, hivatalosan nem is létezik, így fellebbezni, eltörölni, de még csak megkerülni is lehetetlen. Ez a tény, hogy van egy olyan szabály, mely miatt nem győzhet soha az ember, de ez a szabály hivatalosan nem is létezik, a történet fő mozgatója.
Ez az állandó, megnyerhetetlen harc a bürokrácia ellen az alapja Joseph Heller 1994-ben megjelent Záróra című művének is, ami a 22-es csapdájában szereplő karakterek részben háború előtti, de főleg háború utáni életét mutatja be.

## Történet
|  | Alább a cselekmény részletei következnek! |

A második világháború a vége felé közeledik. Az amerikai szárazföldi egységek elfoglalták Rómát, a szövetségesek végső győzelme csak idő, nem is túl hosszú idő kérdése.
Yossarian első osztályú bombázótiszt egy Pianosa szigetén állomásozó amerikai repülőezredben. Megérti a háború szükségességét, és vállalja a hazafiúi kötelességek rá eső részét. Az amerikai légierő tisztjeinek 25 bevetést kell teljesíteniük, akkor – ha még élnek – felváltja őket az utánpótlás.
Csakhogy Cathcart ezredes, az egység parancsnoka nem lát más célt a háborúban, csak a tábornoki rangot a maga számára. Lázasan és reménytelenül számolja a feljebbvalóinál gyűjtött rossz és jó-pontjait, amelyek előléptetését hátra- vagy előremozdíthatják. A tábornokok (Peckem és Dreedle) lelkivilágának útvesztőiben azonban csupán egyetlen dologgal szerezhet magának egyértelmű csillagos ötösöket: ha újra meg újra felemeli a katonáitól megkövetelt bevetések számát. A huszonötből harminc, negyven, ötven majd hatvan lesz.
Yossarian rájön, hogy mindkét oldalról az életére törnek. Nemcsak a német légelhárítás, de Cathcart, Peckem, Dreedle, Black és az összes többi ostoba és hiú felettese is. „– Ki az pontosan, akiről úgy gondolod, hogy meg akar gyilkolni?” – kérdi tőle Clevinger, aki őrült volt, mert „nagyon sok elvben hitt szenvedélyesen”. „- Kivétel nélkül mindenki” – mondta neki Yossarian.
– Ki az a kivétel nélkül mindenki?
– Mit gondolsz, ki az a kivétel nélkül mindenki? 
– Fogalmam sincs.
– Hát akkor honnan tudod, hogy nem akarnak megölni?"
Yossarian és barátja, Dunbar élni akar. Dunbar a minél unalmasabb dolgokat kedveli, mert azokkal lassan telik az idő, és megnyújtják az életet. Ő is vitába keveredik a javíthatatlan Clevingerrel, aki már az amerikai kiképzőbázison komolyan vette Scheisskopf hadnagyot, amikor az felszólította katonáit, hogy bátran mondják meg neki, ha valami nem tetszik a módszereiben. Hiába mondta neki Yossarian, hogy Scheisskopf valójában azt mondja, hogy mindenki fogja be a pofáját, Clevinger tántoríthatatlan volt; természetesen hadbíróság elé került. Dunbar is hiába magyarázza el neki:
– Minden egyes bevetésnél milliméterekre vagy a haláltól. Hát lehetsz ennél vénebb a te korodban? Azelőtt fél perccel léptél be a gimnáziumba. És egy kikapcsolt melltartó annyira volt tőled, mint a Paradicsomba jutás reménye. Csak egy másodperc ötödével azelőtt apró kölyök voltál, tízhetes vakáción, ami százezer évig tartott, és mégis túl hamar ért véget… Mi a fenével, ha nem ilyesmivel akarod az időt lassítani?…
– Jó, lehet, hogy igazad van… Lehet, hogy egy hosszú életet tényleg sok kellemetlen körülménnyel kell megtölteni, ha azt akarjuk, hogy hosszúnak látsszon. De ha így van, kinek kell?
– Nekem – mondta neki Dunbar.
– Miért? - kérdezte Clevinger.
– Tudsz jobbat?
Sajnos Dunbar túl okos a túlélésért vívott harchoz, túlságosan bomlasztó és fertőző a szellem, amelyet terjeszt. Ezért a csapdaállítók eltüntetik. Clevinger viszont túl ostoba; ő egyszerűen csak eltűnik egy felhőben, és soha többé nem kerül elő.
Ferraránál és Avignonnál Yossarian még bátor. Elsőre elvéti a célt, és másodszor is ráviszi a köteléket. Kraft nem éli túl Yossarian bátorságát. Hóden pedig hosszú ideig rejtegeti előle titkát. Yossarian undorodva ellátja a rádiós-géppuskás szörnyű combsebét, de Hóden egyre csak azt hajtogatja, hogy fázik: Végül tétova mozdulattal a mellére mutat, és akkor feltárul a titok, az anyag titka. Egy roppant gránátszilánk feltépte a testét, és kiderül – ott van a padlón -, hogy az ember: anyag. Máj, tüdő, vese, belek egy rakáson. Yossarian csupa Hóden lesz, és elhatározza, hogy soha többé nem veszi fel az egyenruháját. Emberáldozatokat követelő tévedéséért feletteseitől kitüntetést kap. Ő azonban anyaszült meztelenül áll a kitüntetések átvételére felsorakozott tisztek sorában.
Amikor Cathcart önként jelentkezteti ezredét a félelmes hírű Bolognára, elkezd esni az eső, és napokig el sem áll. Azt azonban mindenki tudja, hogy az eső egyszer mégiscsak el fog állni, így csak növekszik bennük a szorongás, miközben a bombázóvonalat bámulják. A bombázóvonal a szárazföldi egységek helyzetét jelzi a térképen. Ha elfoglalnák Bolognát, mielőtt eláll az eső, ők megússzák a bevetést és a Hermann Göring hadosztály légelhárítását. Yossarian egy éjjel titokban feljebb tolja a bombázóvonalat. Bolognát elfoglaltuk, járja be a hír másnap reggel a fél amerikai hadsereget, a bevetést lefújják. Egyedül de Coverley őrnagy eltűnése leplezi le a valóság és a látszat különbségét: ő, mint az ezred szálláscsináló tisztje, haladéktalanul Bolognába repül, és soha nem tér vissza.
Az életéért folytatott elkeseredett küzdelemben Yossariannak rengeteg ellensége van. És legnagyobb ellenségei nem a németek, hanem saját felettesei. Ellensége Scheisskopf hadnagy, akit az amerikai kiképzőközpontból később átvezényelnek Európába, és miután példátlan hülyesége révén hamarosan tábornokot csinálnak belőle, nyugodtan nekiláthat, hogy bárgyú rögeszméjét, a díszszemléket, a hadszíntéren is megvalósítsa. Ellensége Cathcart ezredes, a hiú és ostoba ezredparancsnok és segédtisztje, a hiú és okos Korn ezredes meg a többi hiú és ostoba, vagy hiú és okos parancsnok, Peckem tábornok és Cargill ezredes, Dreedle tábornok és Moodus ezredes, de vannak ellenségei az egységen belül is. Mindenekelőtt Havermeyer, aki szintén első osztályú bombázótiszt, és mindig egyenesen a célra repül, mert igazi amerikai fenegyerek, aki a maga kis háborús neurózisát éjjelente éli ki, amikor a halott ember pisztolyával mezei egerekre lövöldöz, és ellensége Appleby, akinek legyek vannak a szemében, és mindenkit megver pingpongban, és aki a végén mégiscsak rájön, hogy ugyanabban a reménytelenül süllyedő hajóban ül, mint Yossarian.
Ellenség Milo is, Milo Minderbinder, az M & M szindikátus vezére, a géhás tiszt, akinek a háború soha nem remélt méretű üzleti vállalkozás. Milo mindenkivel üzletet köt, az amerikai hadsereggel, mert jó pénzért német hadititkokat vásárol, és a német légelhárítással, mert kiszolgáltatja neki az amerikaiak terveit. Tojást vesz, darabját öt centért, eladja ugyanazt háromért, és minden egyes tojáson megvan a haszna. Amiből persze mindenki részesedik. Csak azok nem, akik a repülőgépeken ejtőernyő, segélycsomag és kötszer helyett M & M feliratú cédulákat találnak, mert Milo mindent eladott, és persze azok sem, akik meghalnak, amikor Milo, a németekkel kötött üzlet értelmében megbombázza saját alakulatát. Milo mindenkit a kezében tart, még a megközelíthetetlen és megvesztegethetetlen de Coverley őrnagyot is sikerül lekenyereznie. Egyetlen vetélytársa a titokzatos Wintergreen exőrvezető, aki a háttérből, mint a dandárparancsnokság írnoka, irányítja az eseményeket, és akivel végül üzlettársak lesznek.
Barátja nemigen van Yossariannak. Hacsak nem Dunbar, aki inkább egyfajta alteregója, rossz (vagy inkább jó) szelleme, ez a kissé kísérteties lény, akit a gépezet eltüntet, de hiába, mert szelleme Yossarianban új életre kel. És barátja még talán Orr, a „félbefűrészelt óriás, szeretni való, torz törpe, telítve trágár gondolatokkal… aki száz meg száz ügyes és értékes fogást tudott, ami örök életére besorozta az alacsony bérű dolgozók rétegébe”. Orr, a lakótárs, aki Yossarian agyára megy állandó bütykölésével és örök titkaival (hogy gyerekkorában miért hordott állandóan vadgesztenyét meg vadalmát a pofájában, és hogy az a repedt sarkú római kurva miért kalapálta a fejét a cipője sarkával), Orr, akit minden bevetésen lelőnek; de ő mindent túlél, mert – mint a legvégén kiderül – örök életében erre készült, minden titkának ez a készülődés volt a nyitja: felkészítette magát, hogy megmenekülhessen a 22-es csapdájából. És Yossarian barátja a pipogya anabaptista tábori lelkész, A. T. Tappman, aki segíteni akar rajta, de csak tehetetlenül vergődik az "erősek" között. Beosztottja, Whitcomb tizedes lépten-nyomon megalázza, Cathcart és Korn dobálódzik vele, mint valami tárggyal, végül a kémelhárítás kezére jut – és épp Yossarian egyik gyerekes csínye jóvoltából -, ahol aztán valóban mindent megtesznek vele, amit megtehetnek. De a lelkész végül úrrá lesz a gyávaságán, elszánja magát, hogy mindenkinek beveri az orrát, és legalább egy árnyékbokszolás erejéig igazi hős lesz belőle.
A legnépesebb tábor se nem barát, se nem ellenség: ők Yossarian sorstársai.
Nately, a jóságos, kedves úrifiú, aki mindig meg akarja fékezni Yossariant, és halálosan beleszeret egy római kurvába, aki viszont semmibe veszi. Nately reménytelenül, de kitartóan védelmezi makulátlan amerikai eszményeit, és nem hajlandó belátni, bár lépten-nyomon megbizonyosodik felőle, hogy azok nem léteznek. Spezia fölött lelövik; igaza lett a 107 éves gusztustalan vénembernek a római kuplerájban: az alig húszesztendős Nately öregebb volt nála.
McWatt, az egység legjobb pilótája, aki a bevetésekről visszatérve mindig megstuccolja gépével Yossarian sátrát, mert kezdetben nem hiszi el, hogy Yossarian valóban fél. Aztán egy alkalommal – McWatt most is csak rá akar ijeszteni a tengerparton fürdőző társaira – valami apró hiba csúszik a dologba, a gép a kelleténél néhány centivel többet veszít magasságából, és Kid Sampsonból, aki játékosan felugrik a tengerben lehorgonyzott tutajról, hogy elkapja a gép propellerét, csupán két véres lábcsonk marad, a többi az égből záporozik Yossarianra és társaira. McWatt lassan egyre feljebb viszi a gépet, ejtőernyők bomlanak ki a magasban, csak ő nem ugrik, ő levonja a szükséges következtetést.
És bár McWatt tényleg egyedül marad a gépen, Daneeka Doki is az áldozatok listájára kerül, pedig ő a többiekkel együtt a földről követi a tragédiát. Csakhogy a papír erősebb az embernél: Daneeka Doki szerepelt McWatt hajózólistáján – mert rettegett ugyan a repüléstől, de mindenáron fel akarta venni a repülési pótlékot –, így aztán, hisz ő nem ugrott ki a gépből, McWattal együtt odaveszett. Mudd hasonló, csak épp fordított sorsra jutott. Ő megérkezett az egységhez, lerakta cuccait Yossarian sátrában, és mielőtt még az írnokok állományba vehették volna, máris bevetésre kellett indulnia. A bevetésen lelőtték, és immár örökre élőhalott marad. Nem halhatott meg, mert nem szerepel az állományban, ahogy a doki sem élhet, mert ő viszont rajta volt a listán. Így aztán Daneeka Dokit, ezt a kedves, folyton siránkozó, tutyimutyi alakot, aki először fedi fel Yossarian előtt a 22-es csapdájának titkát (aki őrült, azt le kell szerelni, pusztán kérnie kell, hogy leszereljék, ámde aki kéri, hogy szereljék le, az nem lehet őrült), és aki vészhelyzetben, amikor Milo megbombázza saját alakulatát, önmagát meghazudtolva, igazi orvosnak bizonyul, az akták – minden valóságnál valóságosabban – halálra ítélik.
Sorstárs Dobbs is, a fiatal pilóta, aki tervet sző Cathcart meggyilkolására, és tervéhez meg akarja nyerni Yossariant. Csak azt kéri tőle, hogy egyezzen bele, mondja azt, hogy egye fene, sőt már azzal is beérné, ha Yossarian nem emelne kifogást a terv ellen, aztán amikor teljesíti az épp akkor esedékes bevetéseket – most Yossarian az, aki nógatná a terv végrehajtására –, emlékezni sem hajlandó az egészre.
Éhenkórász Joe háborús neurózisa fordítva működik: ő rémálmokat lát, és ámokot fut, valahányszor elérte a kiszabott penzumot, és kisimul az arca, halálos nyugalom szállja meg, amikor Cahtcart megint fölemeli a bevetések számát. Amikor kivonják a harcállományból, mert mindig ő teljesíti elsőnek a bevetéseket, ádáz csatát vív Huple macskájával, vagy fényképezőgépével üldözi Rómában a kurvákat, és rátör a szeretkező párokra, mint a Life fotóriportere, de soha egyetlen képet sem tud előhívni, pedig a vicc az, hogy civilben csakugyan a Life fotóriportere volt.
Félkupica Fehér Főnök oklahomai indián, akit már Amerikában üldözött a végzete, mert akárhol táborozott is le törzsével, ott olajat találtak, és elüldözték őket. Pianosán egyszer azt találja mondani Fiume kapitánynak, hogy egyszer álmában elmetszi a torkát egyik fülétől a másikig, és attól fogva Fiume kapitány remeteéletet kezd a szabad ég alatt, és csupán a várakozás élteti, hisz Félkupica Fehér Főnök megígérte, hogy tüdőgyulladásban fog meghalni, csak ki kell várnia. Félkupica Fehér Főnök Dreedle tábornok kedvence, mert rendszeresen orrba veri Moodus ezredest, a vejét, egészen addig, amíg meghal tüdőgyulladásban.
Yossarian imádja a nőket, és egyfolytában szerelmes. Szerelmes Scheisskopf hadnagy feleségébe, akivel szeretkezés közben reménytelen hitvitát folytat; s végül azt javasolja, engedjenek egymásnak kissé nagyobb vallásszabadságot: ki-ki abban az istenben ne higgyen, akiben akar. Szerelmes Ducket nővérbe, és szerelmes minden római kurvába: a citromszínű bugyis lányba, akinek varázsa megközelíthetőségében rejlett, és szerelmes Lucianába.
– Rendben van, táncolok veled – mondta Luciana, mielőtt Yossarian egyáltalán megszólalhatott volna. – De nem hagyom, hogy lefeküdj velem.
– Ki kért rá? – kérdezte Yossarian.
– Nem akarsz lefeküdni velem? – kiáltott fel meglepetten.
– Nem akarok táncolni veled.
Yossarian egyre elkeseredettebb és egyre reménytelenebb harcot folytat az életéért. Cathcart legújabban már hetven bevetést követel. Daneeka Doki nem hajlandó segíteni rajta, Tappman lelkész próbálkozásai eleve kudarcra vannak ítélve, Dunbart eltüntették, Clevinger és Orr eltűnt, Nately meghalt. Ez volt az utolsó csepp a pohárban. Yossarian elhatározza, hogy nem repül több bevetésre. És hajthatatlan. Ha Catheart és Korn ezredes hadbíróság elé állítaná, felmerülne a kérdés, hogy annak idején miért tüntették ki, és sok minden kiderülne. Ezért inkább egyezséget ajánlanak neki. Hazaküldik, és mindössze egy apróságot kérnek érte cserébe: hogy szeresse őket.
Nagy hősként küldenek haza, ha szép dolgokat mondok róluk mindenkinek, és soha nem kritizálom senki előtt őket azért, mert több bevetés repülésére kényszerítik az embereket.
A lelkészben meghűlt a vér, és félig kiemelkedett a székéből. Harcos elkeseredéstől lángolt.
– De hát ez rettenetes! Szégyentelen, fertelmes egyezség, nem?
– Gyűlöletes – válaszolta Yossarian…
Yossarian kimenekülhet a 22-es csapdájából, ha beáll a csapdaállítók közé. Menekülésre csak a csapdán belül nyílik lehetőség. Yossarian először belemegy, mert az gondolja, küzdjön meg mindenki a maga életéért. Ahogy kilép újdonsült barátainak irodájából, Nately kurvája, aki valami rejtélyes oknál fogva őt hibáztatja Nately haláláért, egy csontnyelű konyhakéssel megtámadja, és meg is ölné, ha Cathcart és Korn ki nem mentenék karmai közül.
A kórházban Yossarian meggondolja magát. Megmondja Danby őrnagynak, hogy visszalép ettől a tetves egyezségtől. „Gyenge pillanatomban kötöttem… az életemet akartam megmenteni.” De mert bevetésre továbbra sem hajlandó repülni, inkább belenyugszik, hogy haditörvényszék vár rá. „- Nincs, semmi remény sincs – hagyta helyben Danby őrnagy. Kis idő múlva felnézett. – Hát nem az lenne a legjobb, ha eltüntetnének bennünket, ahogy a többieket eltüntették, és ezáltal levennék rólunk ezt a nyomorult terhet?” Ekkor beront a kórterembe a lelkész, és meghozza a hírt: Orr partot ért Svédországban. Az elkeseredés átcsap eufóriába. Van remény. Danby minden pénzét odaadja Yossariannak a szökéshez, a lelkész pedig fogadkozik, hogy ezentúl mindenkit orrba ver. Yossarian szökik.
– Hogy érzi magát, Yossarian?
– Pompásan. Nem, rettenetesen félek.
A történet alapja az az abszurd helyzet, hogy életünket olyan szabályok határozzák meg, melyeket mások – barátok, család, kormányok, rendszerek, vallások és világnézetek – hoztak meg. A műben a szabályok önálló és irányíthatatlan életet élnek, melyek olyan bürokráciához vezetnek, hogy az olyan fontos dolgokat, mint élet vagy halál, olyan egyszerű dolgok döntenek el, mint egy elírás. A végkövetkeztetés az, hogy egy őrült rendszerben csak az őrültek boldogulhatnak. Yossarian azonban nem hajlandó elfogadni a bürokrácia mindenek felettiségét, számára csak a túlélés számít.
Yossarian még a saját feletteseitől is fél, a 12. fejezetben ki is fejti, hogy mindenki ellenségnek számít, aki révén meghalhatsz, függetlenül attól, hogy melyik oldalon is áll, és ezek közé Cathcart ezredes bele tartozik. És ne felejtsük el, mert minél tovább észben tartja valaki ezt, annál tovább él.
A háborúban a hivatalos ellenség a németek, azonban egyetlen német katona sem jelenik meg a történetben, Yossarian jobban retteg az amerikai bürokratikus rendszertől, mint a németektől, akik le akarják lőni a gépét. Ironikus, hogy az egyetlen német személy, aki megjelenik a műben, az egy tolmács, aki az Egyesült Államok hadseregének dolgozik.
|  | Itt a vége a cselekmény részletezésének! |

## Magyar kiadások
- A 22-es csapdája. Regény; ford. Papp Zoltán, utószó Rubin Péter; Európa, Bp., 1969
- A 22-es csapdája, Budapest: Európa Könyvkiadó, 1972
- A 22-es csapdája, Budapest: Európa Könyvkiadó, 1977, ISBN 963-07-0945-7
- A 22-es csapdája, Bukarest: Kriterion Könyvkiadó, 1980
- A 22-es csapdája, Budapest: Árkádia Könyvkiadó, 1986, ISBN 963-307-059-7
- A 22-es csapdája, Budapest: Európa Könyvkiadó, 1992, ISBN 963-07-5491-6
- A 22-es csapdája, Budapest: Európa Könyvkiadó, 1995, ISBN 963-07-5822-9
- A 22-es csapdája, Budapest: Magyar Könyvklub, 1996, ISBN 963-548-383-X
- A 22-es csapdája, Budapest: Magyar Könyvklub, 2000, ISBN 963-547-203-X, ISBN 963-547-243-9
- A 22-es csapdája, Budapest: Gabo Kiadó, s.a., ISBN 963-7318-62-3
- A 22-es csapdája, Budapest: Gabo Kiadó, 2009, ISBN 978-963-689-268-5

### Folytatás
- Záróra. A 22-es csapdája című regény folytatása; ford. Szilágyi Tibor; Európa, Bp., 1995

## Érdekességek
- A regényből 1970-ben azonos címmel Mike Nichols forgatott filmet, 1971-ben pedig színdarab is készült.
- A 22-es csapdája a címe a Lost – Eltűntek című amerikai sorozat harmadik évadjának tizenhetedik epizódjának is, amelyben Desmond és Hurley egy hátizsákban rálel A 22-es csapdájának egy portugál példányára.
- "Catch 22" (A 22-es csapdája), a neve egy New Jersey-i ska-punk együttesnek.
- A "Catch 22" kifejezés használatos egy genetikai rendellenesség megnevezésére is.
- A Hypocrisy nevű svéd death metal együttes egyik lemeze is ezt a címet viseli.
- A 9922 Catcheller nevű kisbolygó a regényről és írójáról kapta a nevét.